# Тиран-свистун
Тиран-свистун (Sirystes) — рід горобцеподібних птахів родини тиранових (Tyrannidae). Представники цього роду мешкають в Центральній і Південній Америці .

## Таксономія і систематика
Молекулярно-генетичне дослідження, проведене Телло та іншими в 2009 році дозволило дослідникам краще зрозуміти філогенію родини тиранових. Згідно із запропонованою ними класифікацією, рід Тиран-свистун (Sirystes) належить до родини тиранових (Tyrannidae), підродини Тиранних (Tyranninae) і триби Копетонових (Myiarchini). До цієї триби систематики відносять також роди Іржавець (Casiornis), Планідера (Rhytipterna) і Копетон (Myiarchus)..

## Види
Виділяють чотири види:
- Тиран-свистун чорноголовий (Sirystes sibilator)[6]
- Тиран-свистун білогузий (Sirystes albocinereus)[7]
- Тиран-свистун суринамський (Sirystes subcanescens)[8]
- Тиран-свистун чокоанський (Sirystes albogriseus)[9]

Раніше рід Sirystes вважався монотиповим і включав лише Sirystes sibilator. Однак молекулярно-генетичне дослідження показало, що насправді Sirystes sibilator був комплексом видів. За результатами цього дослідження вид був розділений на чотири види.

## Етимологія
Наукова назва роду Sirystes походить від слова дав.-гр. συριστης — дудар, той хто грає на дудці.